# Cristandade

Cristianismo - Percentual da população por país (dados de 2014)

A cristandade refere-se historicamente aos estados cristãos, impérios cristãos, países de maioria cristã e países nos quais o cristianismo domina, prevalece, ou com os quais está cultural, ou historicamente interligado.
Após a disseminação do cristianismo do Levante para a Europa e o norte da África durante o início do Império Romano, a cristandade foi dividida entre o Leste grego e o Oeste latino preexistentes. Consequentemente, surgiram seitas internas na religião cristã com suas próprias crenças e práticas, centradas nas cidades de Roma (cristianismo ocidental, cuja comunidade era chamada de cristandade ocidental ou latina) e Constantinopla (cristianismo oriental, cuja comunidade era chamada de cristandade oriental). Entre os séculos XI e XIII, a cristandade latina assumiu o papel central do mundo ocidental. A história do mundo cristão se estende por cerca de 2.000 anos e inclui uma variedade de desenvolvimentos sociopolíticos, bem como avanços nas artes, arquitetura, literatura, ciência, filosofia e tecnologia.
O termo geralmente se refere à Idade Média e ao início do período moderno durante os quais o mundo cristão representava um poder geopolítico que se justapunha ao pagão e, especialmente, ao mundo muçulmano.

## Terminologia
O termo anglo-saxão crīstendōm teria sido inventado no século IX por um escriba em algum lugar no sul da Inglaterra, possivelmente na corte do rei Alfredo, o Grande, de Wessex. O escriba estava traduzindo o livro History Against the Pagans (História contra os pagãos), de Paulus Orosius (c. 416), e precisava de um termo para expressar o conceito da cultura universal focada em Jesus Cristo. Tinha o sentido agora adotado pelo cristianismo, (como ainda é o caso do cognato holandês christendom) onde denota principalmente a religião em si, assim como o alemão Christentum.
O sentido atual da palavra "terras onde o cristianismo é a religião dominante" surgiu no inglês médio tardio (por volta de 1400).
O professor canadense de teologia Douglas John Hall declarou (1997) que "'cristandade' [...] significa literalmente o domínio ou a soberania da religião cristã". Thomas John Curry, bispo auxiliar católico romano de Los Angeles, definiu (2001) a cristandade como "o sistema que data do século IV pelo qual os governos defendiam e promoviam o cristianismo". Curry afirma que o fim da cristandade ocorreu porque os governos modernos se recusaram a "defender os ensinamentos, os costumes, o ethos e a prática do cristianismo". O britânico Diarmaid MacCulloch, historiador da igreja, descreveu (2010) a cristandade como "a união entre o cristianismo e o poder secular".
A cristandade foi originalmente um conceito medieval que evoluiu constantemente desde a queda do Império Romano do Ocidente e a ascensão gradual do papado, mais em implicações religioso-temporais praticamente durante e após o reinado de Carlos Magno, e o conceito se deixou embalar nas mentes dos crentes fiéis ao arquétipo de um espaço religioso sagrado habitado por cristãos, abençoado por Deus, o Pai Celestial, governado por Cristo por meio da Igreja e protegido pelo corpo espiritual de Cristo. Não é de se admirar que esse conceito, que incluía toda a Europa e depois os territórios cristãos em expansão na Terra, tenha fortalecido as raízes do romance da grandeza do cristianismo no mundo.
Há um entendimento comum e não literal da palavra muito parecido com os termos mundo ocidental, mundo conhecido ou mundo livre. A noção de "Europa" e "mundo ocidental" está intimamente ligada ao conceito de "cristianismo e cristandade"; muitos até atribuem ao cristianismo o elo que criou uma identidade europeia unificada.

## História

### Ascensão da cristandade

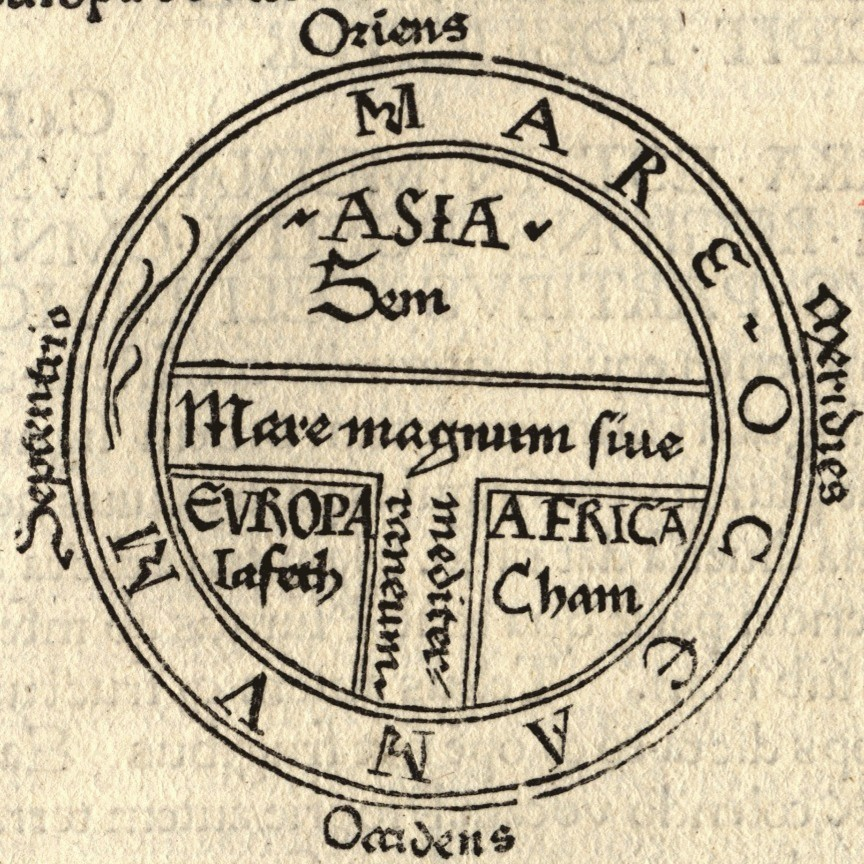
Esse mapa em forma de T e O, que resume o mundo então conhecido a uma cruz inscrita em um globo, refaz a geografia a serviço da iconografia cristã. Versões mais detalhadas colocam Jerusalém no centro do mundo.

O cristianismo primitivo se espalhou pelo mundo greco-romano e além dele como uma vertente judaica do século I, à qual os historiadores se referem como cristianismo judaico. Ele pode ser dividido em duas fases distintas: o período apostólico, quando os primeiros apóstolos estavam vivos e organizando a Igreja, e o período pós-apostólico, quando uma estrutura episcopal primitiva se desenvolveu, na qual os bispados eram governados por bispos (supervisores).
O período pós-apostólico diz respeito ao período aproximadamente após a morte dos apóstolos, quando os bispos surgiram como supervisores das populações cristãs urbanas. O uso mais antigo registrado dos termos "cristianismo" (no grego Χριστιανισμός) e "católico" (no grego καθολικός) data desse período, o século II, atribuído a Inácio de Antioquia, por volta de 107. A cristandade primitiva se encerraria com o fim da perseguição imperial aos cristãos após a ascensão de Constantino, o Grande, e o Édito de Milão, em 313 d.C., e o Primeiro Concílio de Niceia, em 325.
De acordo com Malcolm Muggeridge (1980), Cristo fundou o cristianismo, mas Constantino fundou a cristandade. O professor canadense de teologia Douglas John Hall data a "inauguração da cristandade" no século IV, com Constantino desempenhando o papel principal (tanto que ele equipara a cristandade ao "constantinianismo") e Teodósio I (Édito de Tessalônica, 380) e Justiniano I papéis secundários.

### Antiguidade tardia e início da Idade Média

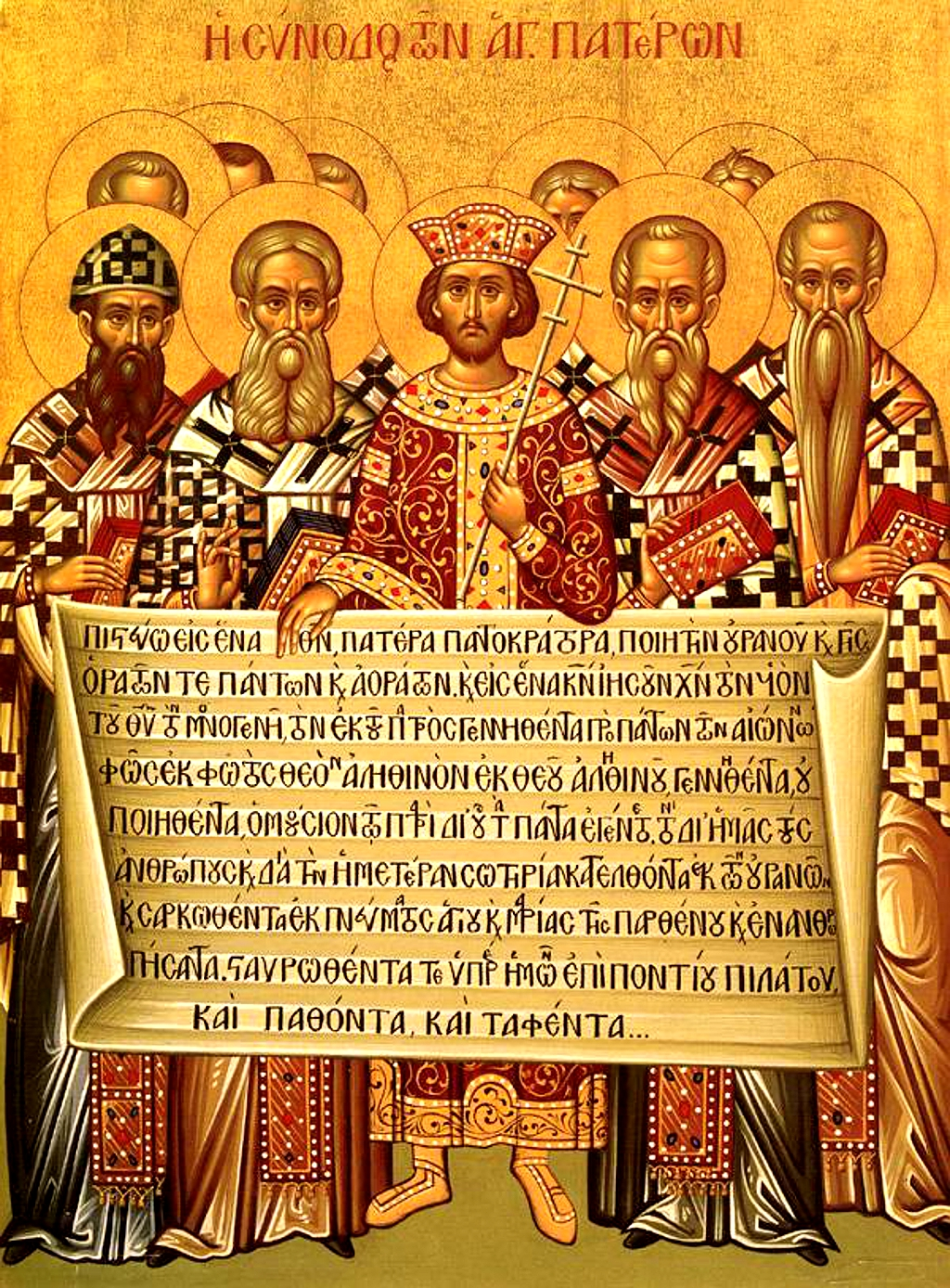
Ícone representando o imperador Constantino e os bispos do Primeiro Concílio de Niceia (325 d.C.) segurando o Credo Niceno-Constantinopolitano de 381

Difusão do cristianismo até 600 d.C. (em azul-escuro está a difusão do cristianismo primitivo até 325 d.C.)

"Cristandade" se refere à noção medieval e renascentista do mundo cristão como uma entidade política. Em essência, a visão mais antiga da cristandade era a visão de uma teocracia cristã, um governo fundamentado e que defendia os valores cristãos, cujas instituições eram disseminadas por meio da doutrina cristã. Nesse período, os membros do clero cristão exerciam autoridade política. O relacionamento específico entre os líderes políticos e o clero variava, mas, em teoria, as divisões nacionais e políticas eram, às vezes, subsumidas à liderança da igreja como instituição. Esse modelo de relações entre a Igreja e o Estado foi aceito por vários líderes eclesiásticos e políticos na história europeia.
A Igreja gradualmente se tornou uma instituição definidora do Império Romano. O Imperador Constantino emitiu o Édito de Milão em 313, proclamando a tolerância à religião cristã, e convocou o Primeiro Concílio de Niceia em 325, cujo Credo Niceno incluía a crença em "uma Igreja santa, católica e apostólica". O imperador Teodósio I tornou o cristianismo niceno a igreja estatal do Império Romano com o Édito de Tessalônica de 380. Em termos de prosperidade e vida cultural, o Império Bizantino foi um dos picos da história e da civilização cristãs, e Constantinopla continuou sendo a principal cidade do mundo cristão em tamanho, riqueza e cultura. Houve um interesse renovado pela filosofia grega clássica, bem como um aumento na produção literária em grego vernacular.
À medida que o Império Romano Ocidental se desintegrou em reinos e principados feudais, o conceito de cristandade mudou, pois a igreja ocidental se tornou um dos cinco patriarcados da Pentarquia e os cristãos do Império Romano Oriental se desenvolveram. O Império Bizantino foi o último bastião da cristandade. A cristandade sofreria uma reviravolta com o surgimento dos francos, uma tribo germânica que se converteu à fé cristã e entrou em comunhão com Roma.
No Natal de 800 d.C., o papa Leão III coroou Carlos Magno, resultando na criação de outro rei cristão ao lado do imperador cristão no estado bizantino. O Império Carolíngio criou uma definição de cristandade em justaposição ao Império Bizantino, a de uma cultura distribuída versus centralizada, respectivamente.

A herança clássica floresceu durante toda a Idade Média, tanto no Oriente grego bizantino quanto no Ocidente latino. No estado ideal do filósofo grego Platão, há três classes principais, o que representa a ideia da "alma tripartida", que expressa três funções ou capacidades da alma humana: "razão", "o elemento espiritual" e "apetites" (ou "paixões"). Will Durant apresentou um caso convincente de que certas características proeminentes da comunidade ideal de Platão eram discerníveis na organização, no dogma e na eficácia da Igreja medieval na Europa:
[...] Durante mil anos, a Europa foi governada por uma ordem de guardiões consideravelmente parecida com a que foi imaginada por nosso filósofo. Durante a Idade Média, era costume classificar a população da cristandade em laboratores (trabalhadores), bellatores (soldados) e oratores (clero). O último grupo, embora pequeno em número, monopolizava os instrumentos e as oportunidades de cultura e governava com domínio quase ilimitado metade do continente mais poderoso do globo. O clero, como os guardiões de Platão, foi colocado em posição de autoridade [...] por seu talento demonstrado em estudos e administração eclesiástica, por sua disposição para uma vida de meditação e simplicidade e [...] pela influência de seus parentes com os poderes do estado e da igreja. Na segunda metade do período em que governaram (800 d.C. em diante), o clero estava tão livre de preocupações familiares quanto Platão poderia desejar (para tais guardiões) [...] O celibato (clerical) fazia parte da estrutura psicológica do poder do clero; por um lado, eles não eram impedidos pelo egoísmo estreito da família e, por outro, sua aparente superioridade ao chamado da carne aumentava a admiração que os pecadores leigos tinham por eles [....] Na segunda metade do período em que governaram, o clero estava tão livre de preocupações familiares quanto Platão poderia desejar.

### Idade Média posterior e Renascimento
Após o colapso do império de Carlos Magno, os remanescentes do sul do Sacro Império Romano-Germânico se tornaram um conjunto de estados vagamente ligados à Santa Sé de Roma. As tensões entre o Papa Inocêncio III e os governantes seculares eram grandes, pois o pontífice exercia controle sobre suas contrapartes temporais no oeste e vice-versa. O pontificado de Inocêncio III é considerado o auge do poder temporal do papado. O Corpus Christianum descreveu a noção então vigente da comunidade de todos os cristãos unidos sob a Igreja Católica Romana. A comunidade deveria ser guiada pelos valores cristãos em sua política, economia e vida social, sua base legal era o corpus iuris canonica (corpo de leis canônicas).
No Oriente, a cristandade tornou-se mais definida com a perda gradual de território do Império Bizantino para um Islã em expansão e a conquista da Pérsia pelos muçulmanos. Isso fez com que o cristianismo se tornasse importante para a identidade bizantina. Antes do Grande Cisma, que dividiu a Igreja religiosamente, havia a noção de uma cristandade universal que incluía o Oriente e o Ocidente. Após o Grande Cisma, as esperanças de recuperar a unidade religiosa com o Ocidente foram encerradas com a Quarta Cruzada, quando os cruzados conquistaram a capital bizantina de Constantinopla e aceleraram o declínio do Império Bizantino, caminhando para sua destruição. Com a divisão do Império Bizantino em nações individuais com Igrejas Ortodoxas nacionalistas, o termo cristandade descreveu a Europa Ocidental, o catolicismo, os bizantinos ortodoxos e outros ritos orientais da Igreja.
O pico de autoridade da Igreja Católica sobre todos os cristãos europeus e seus esforços comuns da comunidade cristã - por exemplo, as Cruzadas, a luta contra os mouros na Península Ibérica e contra os otomanos nos Bálcãs - ajudou a desenvolver um senso de identidade comunitária contra o obstáculo das profundas divisões políticas da Europa. Os papas, formalmente apenas os bispos de Roma, afirmavam ser o foco de toda a cristandade, o que foi amplamente reconhecido na cristandade ocidental desde o século XI até a Reforma, mas não na cristandade oriental. Além disso, essa autoridade também foi, às vezes, abusada e promoveu a Inquisição e os pogroms antijudaicos, para erradicar elementos divergentes e criar uma comunidade religiosamente uniforme. Por fim, a Inquisição foi eliminada por ordem do Papa Inocêncio III.
A cristandade acabou sendo levada a uma crise específica no final da Idade Média, quando os reis da França conseguiram estabelecer uma igreja nacional francesa durante o século XIV e o papado tornou-se cada vez mais alinhado com o Sacro Império Romano-Germânico. Conhecida como o Cisma Ocidental, a cristandade ocidental foi dividida entre três homens que, movidos pela política e não por qualquer discordância teológica real, alegavam ser simultaneamente o verdadeiro papa. O papado de Avinhão desenvolveu uma reputação de corrupção que afastou a maior parte da cristandade ocidental. O cisma de Avignon foi encerrado pelo Concílio de Constança.
Antes do período moderno, a cristandade estava em uma crise geral na época dos papas da Renascença devido à negligência moral desses pontífices e sua disposição de buscar e confiar no poder temporal como faziam os governantes seculares. Muitos membros da hierarquia da Igreja Católica na Renascença se envolveram cada vez mais com a ganância insaciável pela riqueza material e pelo poder temporal, o que levou a muitos movimentos de reforma, alguns apenas querendo uma reforma moral do clero da Igreja, enquanto outros repudiavam a Igreja e se separavam dela para formar novas seitas. O Renascimento italiano produziu ideias ou instituições por meio das quais os homens que vivem em sociedade poderiam ser mantidos em harmonia. No início do século XVI, Baldassare Castiglione (O Cortesão) expôs sua visão do cavalheiro e da dama ideais, enquanto Maquiavel lançou um olhar mordaz sobre "la verità effetuale delle cose" - a verdade real das coisas - em O Príncipe, composto, em estilo humanista, principalmente de exemplos paralelos antigos e modernos de Virtù. Alguns movimentos protestantes cresceram ao longo das linhas do misticismo ou do humanismo renascentista (cf. Erasmo). A Igreja Católica caiu parcialmente em negligência geral durante o governo dos papas renascentistas, cuja incapacidade de governar a Igreja mostrando um exemplo pessoal de altos padrões morais estabeleceu o clima para o que viria a se tornar a Reforma Protestante. Durante o Renascimento, o papado era administrado principalmente pelas famílias ricas e também tinha fortes interesses seculares. Para proteger Roma e os Estados Papais conectados, os papas se envolveram necessariamente em questões temporais, até mesmo liderando exércitos, como fez o grande patrono das artes, o Papa Júlio II. Durante esses tempos intermediários, os papas se esforçaram para fazer de Roma a capital da cristandade e, ao mesmo tempo, projetá-la por meio da arte, da arquitetura e da literatura como o centro de uma Idade de Ouro de unidade, ordem e paz.

O professor Frederick J. McGinness descreveu Roma como essencial para a compreensão do legado da Igreja e de seus representantes, encapsulado da melhor forma em A Cidade Eterna:
Nenhuma outra cidade da Europa se iguala a Roma em suas tradições, história, legados e influência no mundo ocidental. Roma, na Renascença, sob o papado, não apenas atuou como guardiã e transmissora desses elementos oriundos do Império Romano, mas também assumiu o papel de artífice e intérprete de seus mitos e significados para os povos da Europa desde a Idade Média até os tempos modernos [...] Sob o patrocínio dos papas, cuja riqueza e renda eram excedidas apenas por suas ambições, a cidade se tornou um centro cultural para mestres arquitetos, escultores, músicos, pintores e artesãos de todos os tipos [...] Em seu mito e mensagem, Roma se tornou a cidade sagrada dos papas, o principal símbolo de um catolicismo triunfante, o centro do cristianismo ortodoxo, uma nova Jerusalém.
É claramente perceptível que os papas da Renascença italiana foram tratados por muitos escritores com um tom excessivamente severo. O Papa Júlio II, por exemplo, não foi apenas um líder secular eficaz em assuntos militares, um político desonestamente eficaz, mas, acima de tudo, um dos maiores patronos do período renascentista e uma pessoa que também incentivou a crítica aberta de humanistas notáveis.

O florescimento do humanismo renascentista foi possível graças à universalidade das instituições da Igreja Católica e representado por personalidades como o Papa Pio II, Nicolau Copérnico, Leon Battista Alberti, Desiderius Erasmus, Thomas More, Bartolomé de Las Casas, Leonardo da Vinci e Teresa de Ávila. George Santayana, em sua obra The Life of Reason (A Vida da Razão), postulou os princípios da ordem abrangente que a Igreja havia trazido e como repositório do legado da antiguidade clássica:
O empreendimento de indivíduos ou de pequenas entidades aristocráticas, entretanto, semeou o mundo que chamamos de civilizado com algumas sementes e núcleos de ordem. Há uma variedade de igrejas, indústrias, academias e governos espalhados por aí. Mas a ordem universal, uma vez sonhada e nominalmente quase estabelecida, o império da paz universal, a arte racional que permeia tudo e a adoração filosófica, não é mais mencionada. Uma concepção não formulada, a ética pré-racional do privilégio privado e da unidade nacional, preenche o pano de fundo da mente dos homens. Ela representa as tradições feudais, e não a tendência realmente envolvida na indústria, ciência ou filantropia contemporâneas. Aquela idade das trevas, da qual nossa prática política é derivada, tinha uma teoria política que deveríamos estudar bem, pois sua teoria sobre um império universal e uma igreja católica era, por sua vez, o eco de uma antiga era da razão, quando alguns homens conscientes de governar o mundo procuraram, por um momento, examiná-lo como um todo e governá-lo com justiça.

### Reforma protestante e início da Era Moderna
Os desenvolvimentos na filosofia ocidental e os eventos europeus trouxeram mudanças à noção do Corpus Christianum. A Guerra dos Cem Anos acelerou o processo de transformação da França de uma monarquia feudal em um estado centralizado e o surgimento de monarquias fortes e centralizadas denotou a transição europeia do feudalismo para o capitalismo. Ao final da Guerra dos Cem Anos, tanto a França quanto a Inglaterra conseguiram arrecadar dinheiro suficiente por meio de impostos para criar exércitos permanentes independentes. Na Guerra das Rosas, Henrique Tudor assumiu a coroa da Inglaterra. Seu herdeiro, o rei absoluto Henrique VIII, estabeleceu a igreja inglesa.
Na história moderna, a Reforma e o surgimento da modernidade no início do século XVI implicaram uma mudança no Corpus Christianum. No Sacro Império Romano-Germânico, a Paz de Augsburgo de 1555 encerrou oficialmente a ideia entre os líderes seculares de que todos os cristãos deveriam estar unidos em uma única igreja. O princípio de cuius regio, eius religio ("de quem [é] a região, dele [se siga] a religião") estabeleceu as divisões religiosas, políticas e geográficas do cristianismo, e isso foi estabelecido com o Tratado de Westfália em 1648, que encerrou legalmente o conceito de uma única hegemonia cristã nos territórios do Sacro Império Romano, apesar da doutrina da Igreja Católica de que somente ela é a única Igreja verdadeira fundada por Cristo. Posteriormente, cada governo determinou a religião de seu próprio estado. Os cristãos que viviam em estados em que sua denominação não era a estabelecida tinham o direito garantido de praticar sua fé em público durante as horas determinadas e em particular, conforme sua vontade. Às vezes, havia expulsões em massa de religiões dissidentes, como aconteceu com os exilados de Salzburgo. Algumas pessoas se faziam passar por membros da igreja oficial, mas, em vez disso, viviam como nicodemitas ou criptoprotestantes.
As guerras religiosas europeias geralmente são consideradas encerradas com o Tratado de Westfália (1648) ou, sem dúvida, incluindo a Guerra dos Nove Anos e a Guerra da Sucessão Espanhola nesse período, com o Tratado de Utrecht de 1713. No século XVIII, o foco deixa de ser os conflitos religiosos, seja entre facções cristãs ou contra a ameaça externa das facções islâmicas.

### Fim da cristandade

Países de maioria cristã: os países com 50% ou mais de cristãos estão na cor roxa, enquanto os países com 10% a 50% de cristãos estão na cor rosa.

O Milagre Europeu, a Era do Iluminismo e a formação dos grandes impérios coloniais, juntamente com o início do declínio do Império Otomano, marcam o fim da "história da cristandade" geopolítica. Em vez disso, o foco da história ocidental muda para o desenvolvimento do Estado-nação, acompanhado pelo aumento do ateísmo e do secularismo, culminando com a Revolução Francesa e as Guerras Napoleônicas na virada do século XIX.
Escrevendo em 1997, o professor canadense de teologia Douglas John Hall argumentou que a cristandade já havia caído ou estava em seus estertores de morte, embora seu fim tenha sido gradual e não tão claro quanto seu estabelecimento no século IV, a "transição para a situação pós-constantiniana ou pós-cristandade [...] já estava em processo há um ou dois séculos", começando com o Iluminismo racionalista do século XVIII e a Revolução Francesa (a primeira tentativa de derrubar o sistema cristão). O bispo católico americano Thomas John Curry declarou (2001) que o fim da cristandade ocorreu porque os governos modernos se recusaram a "defender os ensinamentos, os costumes, o ethos e a prática do cristianismo". Ele argumentou que a Primeira Emenda da Constituição dos Estados Unidos (1791) e a Declaração sobre Liberdade Religiosa do Concílio Vaticano II (1965) são dois dos documentos mais importantes que prepararam o terreno para o fim da cristandade. De acordo com o historiador britânico Diarmaid MacCulloch (2010), a cristandade foi "morta" pela Primeira Guerra Mundial (1914-18), que levou à queda dos três principais impérios cristãos (russo, alemão e austríaco) da Europa, bem como do Império Otomano, rompendo as comunidades cristãs orientais que existiam em seu território. Os impérios cristãos foram substituídos por repúblicas seculares, até mesmo anticlericais, que buscavam manter as igrejas definitivamente fora da política. A única monarquia sobrevivente com uma igreja estabelecida, a Grã-Bretanha, foi gravemente prejudicada pela guerra, perdeu a maior parte da Irlanda devido a brigas internas entre católicos e protestantes e estava começando a perder o controle sobre suas colônias.
As mudanças no cristianismo mundial no último século foram significativas. Desde 1900, o cristianismo se espalhou rapidamente nos países do Sul Global e do Terceiro Mundo. O final do século XX mostrou a mudança da adesão cristã ao Terceiro Mundo e ao Hemisfério Sul em geral. Em 2010, cerca de 157 países e territórios do mundo tinham maiorias cristãs.

## Cultura clássica

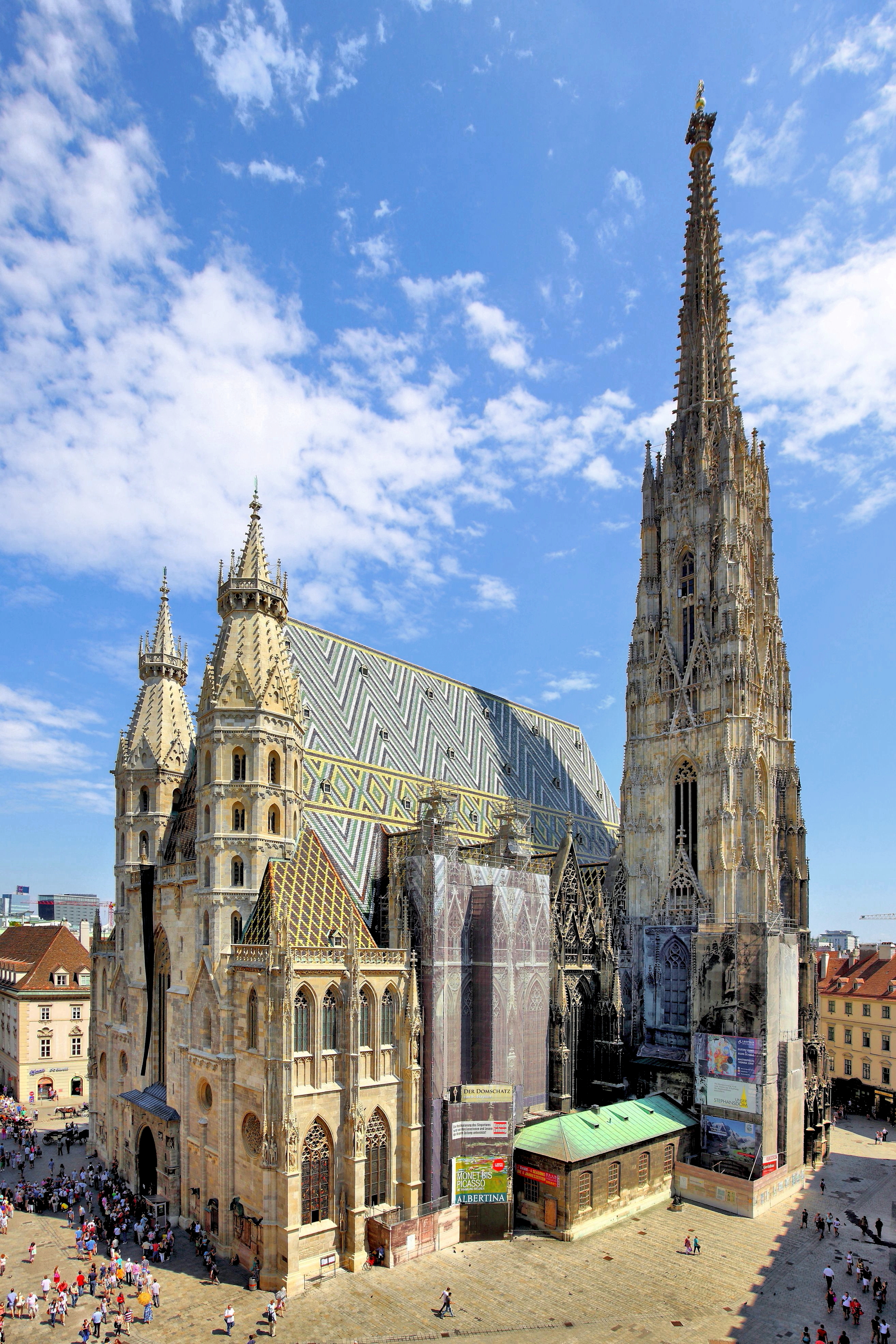
Catedral de Santo Estevão em Viena

A cultura ocidental, durante a maior parte de sua história, tem sido quase equivalente à cultura cristã, e grande parte da população do hemisfério ocidental poderia ser descrita como cristãos culturais. A noção de "Europa" e "mundo ocidental" está intimamente ligada ao conceito de "cristianismo e cristandade" - muitos até atribuem o cristianismo como o elo que criou uma identidade europeia unificada. O historiador Paul Legutko, da Universidade de Stanford, disse que a Igreja Católica está "no centro do desenvolvimento dos valores, ideias, ciência, leis e instituições que constituem o que chamamos de civilização ocidental".
Embora a cultura ocidental tivesse várias religiões politeístas durante seus primeiros anos sob os impérios grego e romano, à medida que o poder centralizado romano diminuiu, o domínio da Igreja Católica foi a única força consistente na Europa Ocidental. Até a Era do Iluminismo, a cultura cristã orientou o curso da filosofia, da literatura, da arte, da música e da ciência. As disciplinas cristãs das respectivas artes se desenvolveram posteriormente em filosofia cristã, arte cristã, música cristã, literatura cristã etc. A arte e a literatura, o direito, a educação e a política foram preservados nos ensinamentos da Igreja, em um ambiente que, de outra forma, provavelmente teria visto sua perda. A Igreja fundou muitas catedrais, universidades, mosteiros e seminários, alguns dos quais continuam existindo até hoje. O cristianismo medieval criou as primeiras universidades modernas. A Igreja Católica estabeleceu um sistema hospitalar na Europa medieval que melhorou muito a valetudinaria romana. Esses hospitais foram criados para atender a "grupos sociais específicos marginalizados pela pobreza, doença e idade", de acordo com o historiador de hospitais, Guenter Risse. O cristianismo também teve um forte impacto em todos os outros aspectos da vida: casamento e família, educação, humanidades e ciências, ordem política e social, economia e artes.
O cristianismo teve um impacto significativo sobre a educação, a ciência e a medicina, pois a igreja criou as bases do sistema ocidental de educação, e foi a patrocinadora da fundação de universidades no mundo ocidental, já que a universidade é geralmente considerada uma instituição que tem sua origem no ambiente cristão medieval. Muitos clérigos ao longo da história fizeram contribuições significativas para a ciência e os jesuítas, em particular, fizeram inúmeras contribuições significativas para o desenvolvimento da ciência. A influência cultural do cristianismo inclui a seguridade social, a fundação de hospitais, a economia (como a ética de trabalho protestante), a lei natural (que mais tarde influenciaria a criação do direito internacional), a política, a arquitetura, a literatura, a higiene pessoal, e a vida familiar. O cristianismo desempenhou um papel importante no fim de práticas comuns entre as sociedades pagãs, como o sacrifício humano, a escravidão, o infanticídio e a poligamia.

### Arte e literatura

#### Escrita e poesia
A literatura cristã trata de temas cristãos e incorpora a visão de mundo cristã. Isso constitui um enorme conjunto de textos extremamente variados. Poesia cristã é qualquer poesia que contenha ensinamentos, temas ou referências do cristianismo. A influência do cristianismo na poesia é grande em qualquer área em que o cristianismo tenha se estabelecido. Os poemas cristãos geralmente fazem referência direta à Bíblia, enquanto outros apresentam alegoria.

#### Artes complementares
A arte cristã é a arte produzida em uma tentativa de ilustrar, complementar e retratar de forma tangível os princípios do cristianismo. Praticamente todos os grupos cristãos usam ou usaram a arte em alguma medida. A proeminência da arte e a mídia, o estilo e as representações mudam, no entanto, o tema unificador é, em última análise, a representação da vida e dos tempos de Jesus e, em alguns casos, do Antigo Testamento. As representações de santos também são comuns, especialmente no Anglicanismo, Catolicismo Romano e Ortodoxia Oriental.

#### Iluminuras

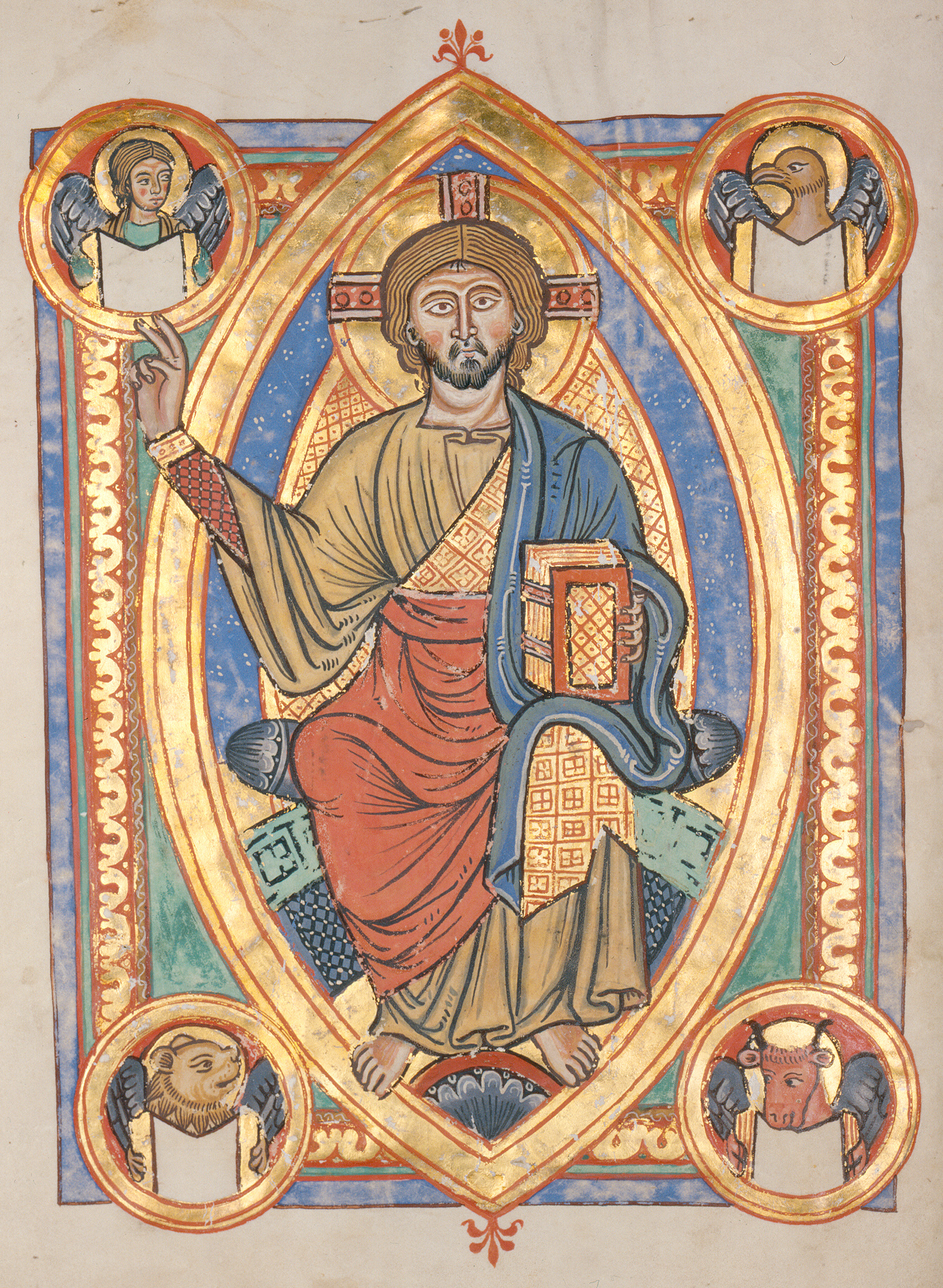
Imagem de Cristo em Majestade em uma iluminura

Uma iluminura é um manuscrito no qual o texto é complementado por uma decoração. As iluminuras mais antigas que restaram são do período AD 400 a 600, produzidos principalmente na Irlanda, Constantinopla e Itália. A maioria dos manuscritos remanescentes é da Idade Média, embora muitos manuscritos iluminados tenham sobrevivido do Renascimento do século XV, juntamente com um número muito limitado da Antiguidade Tardia.
A maioria das iluminuras foram criadas como códices, que substituíram os pergaminhos, algumas folhas isoladas sobreviveram. Alguns poucos fragmentos das iluminuras sobreviveram em papiro. A maioria dos manuscritos medievais, iluminuras ou não, foi escrita em pergaminho (mais comumente de pele de bezerro, ovelha ou cabra), mas a maioria dos manuscritos importantes o suficiente para serem iluminados foi escrita em pergaminho da melhor qualidade, chamado de velino, tradicionalmente feito de pele de bezerro não dividida, embora pergaminho de alta qualidade de outras peles também fosse chamado de pergaminho.

##### Iconografia

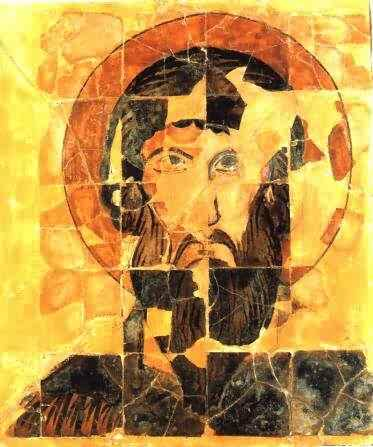
Há poucos ícones antigos de cerâmica, como este ícone de São Teodoro, que data de cerca de 900 (de Preslav, Bulgária).

A arte cristã começou, cerca de dois séculos depois de Cristo, tomando emprestados elementos do imaginário imperial romano, da religião clássica grega e romana e da arte popular. As imagens religiosas são usadas até certo ponto pela fé cristã abraâmica e muitas vezes contêm uma iconografia altamente complexa, que reflete séculos de tradição acumulada. No período da Antiguidade tardia, a iconografia começou a ser padronizada e a se relacionar mais estreitamente com os textos bíblicos, embora muitas lacunas nas narrativas canônicas do Evangelho tenham sido preenchidas com material dos evangelhos apócrifos. Por fim, a Igreja conseguiu eliminar a maioria dessas lacunas, mas algumas permaneceram, como o boi e o jumento na Natividade de Cristo.
Um ícone é uma obra de arte religiosa, mais comumente uma pintura, do cristianismo oriental. O cristianismo usou o simbolismo desde seus primórdios. Tanto no Oriente quanto no Ocidente, foram desenvolvidos vários tipos de ícones de Cristo, Maria, santos e outros temas; o número de tipos de ícones de Maria, com ou sem o Cristo menino, era especialmente grande no Oriente, enquanto o Cristo Pantocrator era a imagem mais comum de Cristo.
O simbolismo cristão investe objetos ou ações com um significado interno que expressa ideias cristãs. O cristianismo tomou emprestado do conjunto comum de símbolos significativos conhecidos na maioria dos períodos e em todas as regiões do mundo. O simbolismo religioso é eficaz quando apela tanto para o intelecto quanto para as emoções. As representações especialmente importantes de Maria incluem os tipos Hodegétria e Panagia. Os modelos tradicionais evoluíram para pinturas narrativas, incluindo grandes ciclos que abrangem os eventos da vida de Cristo, a vida da Virgem, partes do Antigo Testamento e, cada vez mais, a vida de santos populares. Especialmente no Ocidente, desenvolveu-se um sistema de atributos para identificar figuras individuais de santos por meio de uma aparência padrão e de objetos simbólicos que eles possuíam. No Oriente, era mais provável que eles fossem identificados por rótulos de texto.
Cada santo tem uma história e um motivo pelo qual levou uma vida exemplar. Os símbolos são usados para contar essas histórias ao longo da história da Igreja. Vários santos cristãos são tradicionalmente representados por um símbolo ou motivo icônico associado à sua vida, denominado atributo ou emblema, para identificá-los. O estudo desses motivos faz parte da iconografia na história da arte.

#### Arquitetura

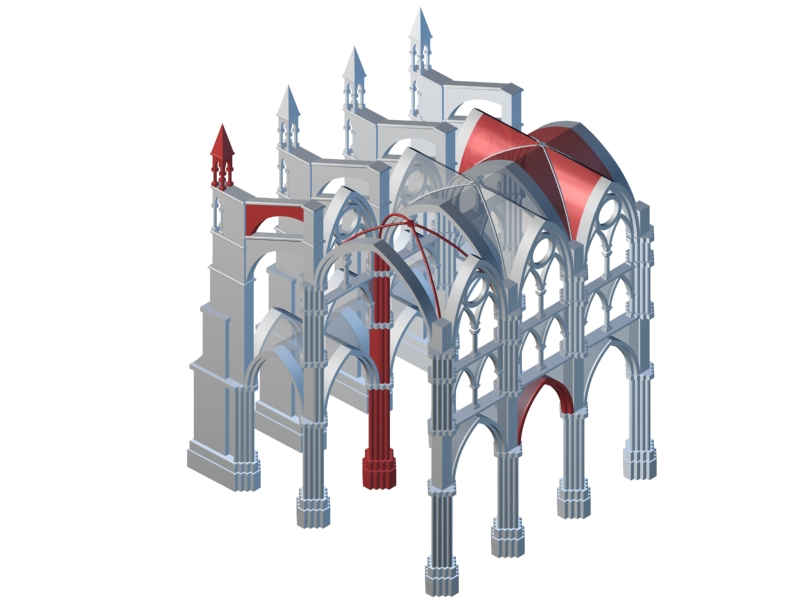
Estrutura de uma catedral gótica tradicional

A arquitetura cristã abrange uma ampla gama de estilos seculares e religiosos desde a fundação do cristianismo até os dias atuais, influenciando o projeto e a construção de edifícios e estruturas na cultura cristã.
A princípio, os edifícios foram adaptados daqueles originalmente destinados a outros fins, mas, com o surgimento da arquitetura distintamente eclesiástica, os edifícios das igrejas passaram a influenciar os seculares, que muitas vezes imitaram a arquitetura religiosa. No século XX, o uso de novos materiais, como o concreto, bem como de estilos mais simples, teve seu efeito sobre o design das igrejas e, sem dúvida, o fluxo de influência foi revertido. Desde o nascimento do cristianismo até o presente, o período mais significativo de transformação da arquitetura cristã no ocidente foi a catedral gótica. No leste, a arquitetura bizantina foi uma continuação da arquitetura romana.

### Filosofia
A filosofia cristã é um termo para descrever a fusão de vários campos da filosofia com as doutrinas teológicas do cristianismo. O escolasticismo, que significa "aquilo [que] pertence à escola", era um método de aprendizado ensinado pelos acadêmicos das universidades medievais entre 1100 e 1500. O escolasticismo começou originalmente a reconciliar a filosofia dos antigos filósofos clássicos com a teologia cristã medieval. Ele não é uma filosofia ou teologia em si, mas uma ferramenta e um método de aprendizado que enfatiza o raciocínio dialético.

## Civilização cristã

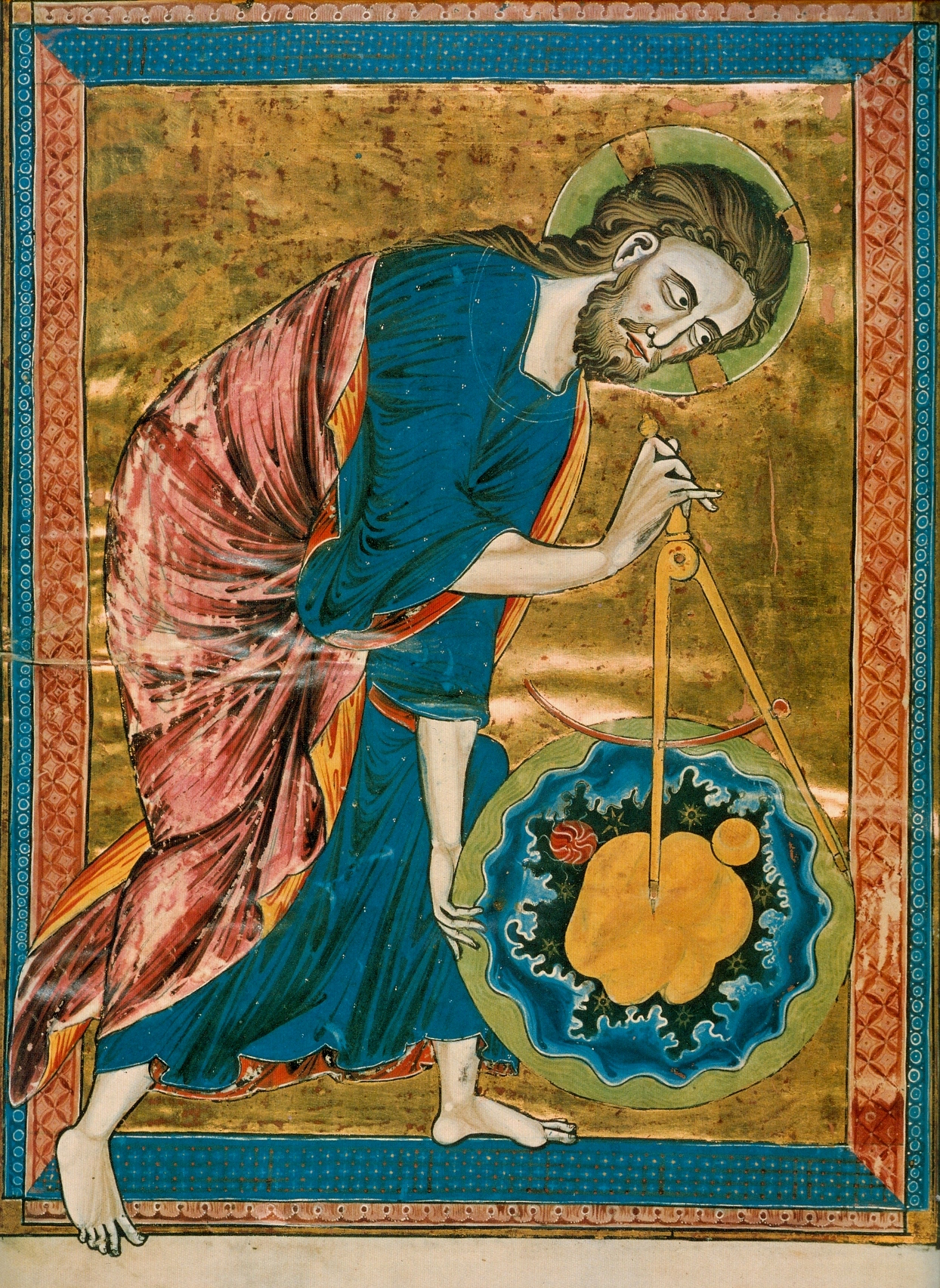
Para a maioria dos estudiosos medievais, a ciência, especialmente a geometria e a astronomia, estava diretamente ligada ao divino. Como esses cristãos acreditavam que Deus impregnava o universo com princípios geométricos e harmônicos regulares, buscar esses princípios era, portanto, buscar e adorar a Deus.

### Condições medievais
O Império Bizantino, a cultura mais sofisticada durante a Antiguidade, sofreu com as conquistas muçulmanas, o que limitou sua capacidade científica durante o período medieval. A Europa Ocidental cristã havia sofrido uma perda catastrófica de conhecimento após a queda do Império Romano do Ocidente. Mas graças aos estudiosos da Igreja, como Aquino e Buridan, o Ocidente manteve pelo menos o espírito de investigação científica que, mais tarde, levaria a Europa a assumir a liderança na ciência durante a Revolução Científica usando traduções de obras medievais.
A tecnologia medieval diz respeito à tecnologia usada na Europa medieval sob o domínio cristão. Após o Renascimento do século XII, a Europa medieval viu uma mudança radical na taxa de novas invenções, inovações nas formas de gerenciar os meios tradicionais de produção e crescimento econômico. O período viu grandes avanços tecnológicos, incluindo a adoção da pólvora e do astrolábio, a invenção dos óculos e grandes melhorias nos moinhos de água, nas técnicas de construção, na agricultura em geral, nos relógios e nos navios. Esses últimos avanços possibilitaram o início da Era da Exploração. O desenvolvimento dos moinhos de água foi impressionante e se estendeu da agricultura às serrarias de madeira e pedra, provavelmente derivadas da tecnologia romana. Na época do Domesday Book, a maioria dos grandes vilarejos da Grã-Bretanha tinha moinhos. Eles também eram amplamente usados na mineração, conforme descrito por Geórgio Agrícola em De Re Metallica, para extrair minério de poços, triturar minério e até mesmo foles de alimentação.
Nesse aspecto, foram significativos os avanços nos campos da navegação. A bússola e o astrolábio, juntamente com os avanços na construção de navios, permitiram a navegação dos oceanos e, portanto, o domínio do comércio econômico mundial. A prensa de impressão de Gutenberg possibilitou a disseminação do conhecimento para uma população mais ampla, o que não só levaria a uma sociedade gradualmente mais igualitária, mas também mais capaz de dominar outras culturas, aproveitando uma vasta reserva de conhecimento e experiência.

### Inovações renascentistas
Durante o Renascimento, ocorreram grandes avanços em geografia, astronomia, química, física, matemática, manufatura e engenharia. A redescoberta de textos científicos antigos foi acelerada após a Queda de Constantinopla e a invenção da impressão, que democratizaria o aprendizado e permitiria uma propagação mais rápida de novas ideias. A tecnologia renascentista é o conjunto de artefatos e costumes que se estende aproximadamente do século XIV ao século XVI. A era é marcada por avanços técnicos profundos, como a prensa móvel, a perspectiva linear, a lei de patentes, as cúpulas de concha dupla ou as fortificações abaluartadas. Os cadernos de desenho dos artistas-engenheiros renascentistas, como Taccola e Leonardo da Vinci, oferecem uma visão profunda da tecnologia mecânica conhecida e aplicada na época.
A ciência renascentista deu origem à Revolução Científica, a ciência e a tecnologia iniciaram um ciclo de avanços mútuos. O Renascimento Científico foi a fase inicial da Revolução Científica. No modelo de duas fases da ciência moderna inicial: uma Renascença Científica dos séculos XV e XVI, focada na restauração do conhecimento natural dos antigos; e uma Revolução Científica do século XVII, quando os cientistas passaram da recuperação para a inovação. Alguns acadêmicos e historiadores atribuem ao cristianismo a contribuição para o surgimento da Revolução Científica.
O professor Noah J Efron diz que "Gerações de historiadores e sociólogos descobriram muitas maneiras pelas quais os cristãos, as crenças cristãs e as instituições cristãs desempenharam papéis cruciais na formação dos princípios, métodos e instituições do que, com o tempo, se tornou a ciência moderna. Eles descobriram que algumas formas de cristianismo proporcionaram a motivação para estudar a natureza sistematicamente [...]". Praticamente todos os acadêmicos e historiadores modernos concordam que o cristianismo levou muitos intelectuais do início da modernidade a estudar a natureza sistematicamente.

## Demografia

### Distribuição geográfica

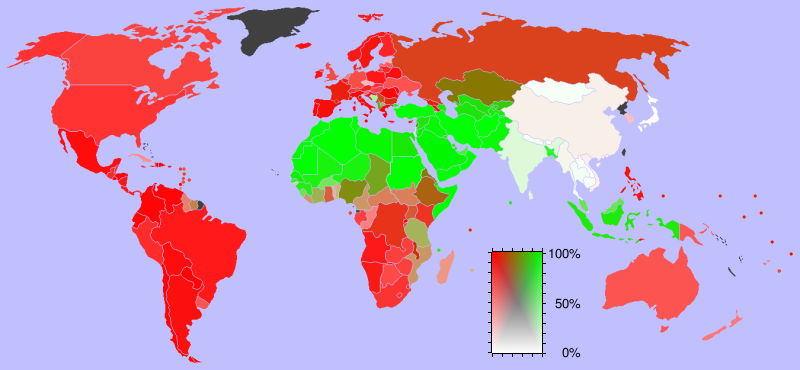
Prevalência geográfica relativa do cristianismo versus islamismo versus ausência de qualquer religião(2006)

Em 2009, de acordo com a Encyclopædia Britannica, o cristianismo era a religião majoritária na Europa (incluindo a Rússia), com 80%, na América Latina, com 92%, na América do Norte, com 81%, e na Oceania, com 79%. Há também grandes comunidades cristãs em outras partes do mundo, como na China, na Índia e na Ásia Central, onde o cristianismo é a segunda maior religião, depois do Islã. Os Estados Unidos abrigam a maior população cristã do mundo, seguidos pelo Brasil e pelo México.
Muitos cristãos não apenas vivem sob a religião do estado das seguintes nações, mas também têm um status oficial nela: Argentina (Igreja Católica Romana), Armênia (Igreja Apostólica Armênia), Costa Rica (Igreja Católica Romana), Dinamarca (Igreja da Dinamarca), El Salvador (Igreja Católica Romana), Inglaterra (Igreja da Inglaterra), Geórgia (Igreja Ortodoxa Georgiana), Grécia (Igreja da Grécia), Islândia (Igreja da Islândia), Liechtenstein (Igreja Católica Romana), Malta (Igreja Católica Romana), Mônaco (Igreja Católica Romana), Romênia (Igreja Ortodoxa Romena), Noruega (Igreja da Noruega), Cidade do Vaticano (Igreja Católica Romana), Suíça (Igreja Católica Romana, Igreja Reformada Suíça e Igreja Católica Cristã da Suíça).

### Número de adeptos
O número estimado de cristãos no mundo varia de 2,2 bilhões a 2,4 bilhões de pessoas. A fé representa aproximadamente um terço da população mundial e é a maior religião do mundo, sendo que os três maiores grupos de cristãos são a Igreja Católica, o Protestantismo e a Igreja Ortodoxa Oriental. A maior denominação cristã é a Igreja Católica, com uma estimativa de 1,2 bilhão de adeptos.
| Tradição           | Seguidores    | % da população cristã | % da população mundial | Dinâmica dos seguidores | Dinâmica dentro e fora do cristianismo |
| ------------------ | ------------- | --------------------- | ---------------------- | ----------------------- | -------------------------------------- |
| Igreja Católica    | 1.094.610.000 | 50.1                  | 15.9                   | Crescente               | Decrescente                            |
| Protestantismo     | 800.640.000   | 36.7                  | 11.6                   | Crescente               | Crescente                              |
| Ortodoxia          | 260.380.000   | 11.9                  | 3.8                    | Decrescente             | Decrescente                            |
| Outro cristianismo | 28.430.000    | 1.3                   | 0.4                    | Crescente               | Crescente                              |
| Cristianismo       | 2.184.060.000 | 100                   | 31.7                   | Crescente               | Estável                                |

### Organizações cristãs notáveis
Uma ordem religiosa é uma linhagem de comunidades e organizações de pessoas que vivem de alguma forma separadas da sociedade de acordo com sua devoção religiosa específica, geralmente caracterizada pelos princípios da prática religiosa de seu fundador. Em contraste, o termo ordem é usado por muitas igrejas cristãs para se referir à ordenação ou a um grupo de indivíduos que são separados para uma função ou ministério especial. Historicamente, a palavra "ordem" designava um corpo civil estabelecido ou uma corporação com uma hierarquia, e a ordenação significava a incorporação legal em uma ordo. A palavra "santa" refere-se à Igreja. No contexto, portanto, uma ordem sagrada é separada para o ministério na Igreja. As ordens religiosas são compostas por iniciados (leigos) e, em algumas tradições, por clérigos ordenados.
Várias organizações incluem:
- Na Igreja Católica Romana, os institutos religiosos e os institutos seculares são as principais formas de institutos de vida consagrada, semelhantes às sociedades de vida apostólica. São organizações de leigos ou clérigos que levam uma vida em comum sob a orientação de uma regra fixa e a liderança de um superior. (ed., consulte Categoria:Ordens e congregações religiosas católicas para obter uma listagem específica);
- As ordens religiosas anglicanas são comunidades de leigos ou clérigos nas igrejas anglicanas que vivem sob uma regra de vida comum. (ed., consulte Categoria:Organizações anglicanas para obter uma listagem específica)

## Lei e ética do cristianismo

### Enquadramento da Igreja e do Estado
Dentro da estrutura do cristianismo, há pelo menos três definições possíveis para a lei da Igreja. Uma é a Torá/Lei Mosaica (o que os cristãos consideram ser o Antigo Testamento), também chamada de Lei Divina ou Lei Bíblica. Outra são as instruções de Jesus de Nazaré no Evangelho (às vezes chamadas de Lei de Cristo, Novo Mandamento ou Nova Aliança). Uma terceira é a lei canônica, que é a lei eclesiástica interna que rege a Igreja Católica Romana, as igrejas ortodoxas orientais e a Comunhão Anglicana de igrejas. A maneira como essa lei da igreja é legislada, interpretada e, às vezes, julgada, varia muito entre esses três corpos de igrejas. Em todas as três tradições, um cânone era inicialmente uma regra adotada por um concílio (do grego kanon / κανών, hebraico kaneh / קנה, para regra, padrão ou medida). Esses cânones formaram a base do direito canônico.
A ética cristã em geral tende a enfatizar a necessidade de graça, misericórdia e perdão por causa da fraqueza humana e se desenvolveu enquanto os primeiros cristãos eram súditos do Império Romano. Desde o momento em que Nero culpou os cristãos por incendiar Roma (64 d.C.) até Galério (311 d.C.), as perseguições contra os cristãos surgiram periodicamente. Consequentemente, a ética cristã primitiva incluía discussões sobre como os crentes deveriam se relacionar com a autoridade romana e com o império.
Sob o comando do imperador Constantino I (312-337), o cristianismo tornou-se uma religião legal. Embora alguns estudiosos discutam se a conversão de Constantino ao cristianismo foi autêntica ou simplesmente uma questão de conveniência política, o decreto de Constantino tornou o império seguro para a prática e a crença cristãs. Consequentemente, as questões da doutrina cristã, da ética e da prática da igreja foram debatidas abertamente, em, por exemplo, o Primeiro Concílio de Nicéia e os primeiros sete Concílios Ecumênicos. Na época de Teodósio I (379-395), o cristianismo havia se tornado a religião oficial do império. Com o cristianismo no poder, as preocupações éticas se ampliaram e incluíram discussões sobre o papel adequado do Estado.
A César o que é de César... é o início de uma frase atribuída a Jesus nos evangelhos sinóticos que diz, na íntegra: "Dai a César o que é de César, e a Deus o que é de Deus". Essa frase se tornou um resumo amplamente citado da relação entre o cristianismo e a autoridade secular. Os evangelhos dizem que quando Jesus deu sua resposta, seus interrogadores "maravilhados, deixaram-no e seguiram seu caminho". O tempo não resolveu a ambiguidade dessa frase, e as pessoas continuam a interpretar essa passagem para apoiar várias posições que são polos opostos. A divisão tradicional, cuidadosamente determinada, no pensamento cristão é que o Estado e a Igreja têm esferas de influência separadas.
Tomás de Aquino discutiu minuciosamente que a lei humana é uma lei positiva, o que significa que é uma lei natural aplicada pelos governos às sociedades. Todas as leis humanas devem ser julgadas por sua conformidade com a lei natural. Uma lei injusta, em certo sentido, não era lei alguma. Nesse ponto, a lei natural não era usada apenas para julgar o valor moral de várias leis, mas também para determinar o que a lei dizia em primeiro lugar. Isso poderia resultar em alguma tensão. Escritores eclesiásticos tardios seguiram seus passos.

#### Ideologia democrática
A democracia cristã é uma ideologia política que busca aplicar princípios cristãos às políticas públicas. Ela surgiu na Europa do século XIX, em grande parte sob a influência do ensino social católico. Em vários países, o ethos cristão da democracia foi diluído pela secularização. Na prática, a democracia cristã é geralmente considerada conservadora em questões culturais, sociais e morais e progressista em questões fiscais e econômicas. Em lugares onde seus oponentes têm sido tradicionalmente socialistas secularistas e social-democratas, os partidos democrata-cristãos são moderadamente conservadores, enquanto em outros ambientes culturais e políticos eles podem se inclinar para a esquerda.

### Papéis femininos
As atitudes e crenças sobre os papéis e responsabilidades das mulheres no cristianismo variam consideravelmente hoje em dia, assim como ao longo dos últimos dois milênios - evoluindo junto com as sociedades em que os cristãos viveram ou contrariando-as. Historicamente, a Bíblia e o cristianismo têm sido interpretados como excluindo as mulheres da liderança da igreja e colocando-as em papéis submissos no casamento. A liderança masculina foi assumida na igreja e no casamento, na sociedade e no governo.
Alguns autores contemporâneos descrevem o papel das mulheres na vida da igreja como tendo sido minimizado, negligenciado ou negado durante grande parte da história cristã. As mudanças de paradigma nos papéis de gênero na sociedade e também em muitas igrejas inspiraram muitos cristãos a reavaliarem algumas atitudes de longa data em contrário. Os igualitários cristãos têm defendido cada vez mais papéis iguais para homens e mulheres no casamento, bem como a ordenação de mulheres ao clero. Enquanto isso, os conservadores contemporâneos reafirmaram o que tem sido chamado de posição "complementariana", promovendo a crença tradicional de que a Bíblia ordena papéis e responsabilidades diferentes para homens e mulheres na Igreja e na família.